# Île de loisirs de Jablines-Annet
L'île de loisirs de Jablines-Annet est une base de plein air et de loisirs située dans le département de Seine-et-Marne, sur le territoire des communes de Jablines et d'Annet-sur-Marne. Elle est l'une des 12 îles de loisirs de la région Île-de-France.
Elle est située à 45 km de Paris, à 55 km de Melun et à 15 km de Meaux.

## Présentation
Inaugurée en 1972, c’est l'une des bases régionales les plus anciennes avec celles de Bois-le-Roi et de Saint-Quentin-en-Yvelines. La base est aménagée sur d'anciennes gravières dans une boucle de la Marne.
L'île de loisirs s’étend sur 447 hectares dont 175 de plans d'eau. Le site bénéficie d'un classement Natura 2000.
Une entrée automobile est aménagée côté Jablines et une entrée piéton côté Annet. 2 100 places de stationnement automobile y sont proposées accompagnées de 2 000 places de délestage en cas de forte fréquentation.

## Gestion
L'île de loisirs de Jablines-Annet est, comme toutes celles d’Ile-de-France, propriété de la Région, et est gérée par un syndicat mixte (SMEAG). Elle est ouverte au grand public de 10h à 18h30 en haute saison.
La fréquentation annuelle est estimée à 668 000 visiteurs. Les mois de juillet et août constituent un important pic de visite avec 63 % de la fréquentation annuelle (47 000 visiteurs par semaine). 17 % des visiteurs résident dans une commune située à moins de 10 km de l'île, 37 % résident en Seine-et-Marne et 31 % en Seine-Saint-Denis.
L'accès à la base est payante en haute saison. Elle donne accès à la baignade.

## Activités

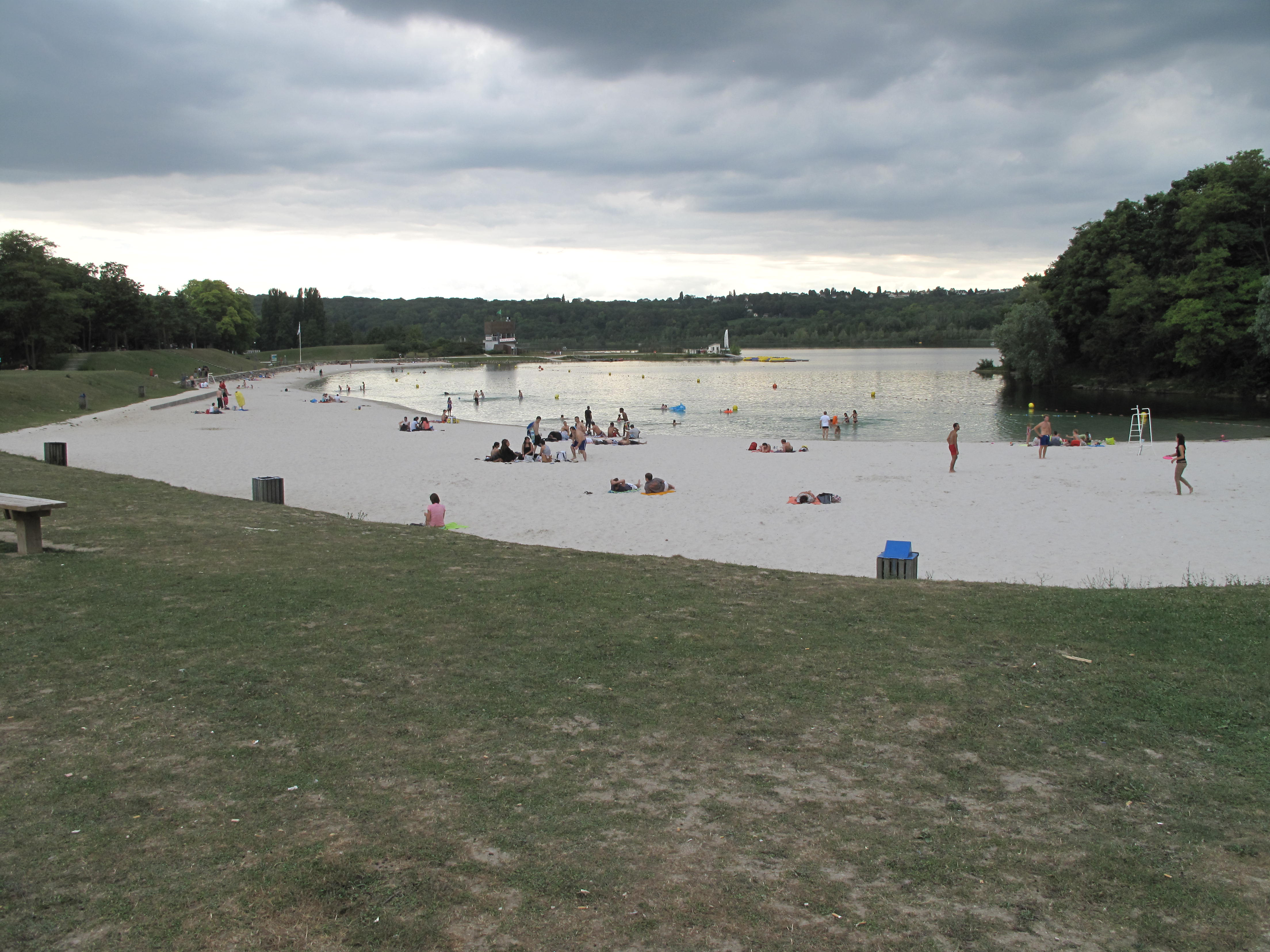
Plage de l'île de loisirs.

- Baignade surveillée sur une plage de 400 mètres.
- Centre nautique pour la pratique de la voile, de la planche à voile, du catamaran, du canoë-kayak et du stand up paddle.
- Téléski nautique
- Pédalo
- Pêche
- Jeux de plein air : 3 terrains de beach-volley, des aires multisports  et un terrain de football en gazon synthétique.
- Un parc ludique Le Royaume des Enfants pour les enfants
- Minigolf
- Disc-golf
- Course d'orientation
- Équitation et poney-club
- Skatepark
- Escalade
- Tennis avec 8 courts
- Tennis de table avec 6 tables
- Boulodrome
- Accrobranche
- VTT
- Randonnée pédestre

Certaines activités sont accessibles aux personnes en situation de handicap.
Aussi, une offre de restauration, de location de salles et d'hébergement est proposée avec 60 lits (Maison du Grand Lac) et un camping de 300 emplacements dont 150 réservés pour les groupes.